# Vreoci
Vreoci (v srbské cyrilici Вреоци) jsou sídlo v Srbsku, které administrativně spadá pod město Bělehrad. Přesněji se nacházejí severně od Lazarevace.
Název obce znamená doslova v češtině zřídla. V dobách habsburské nadvlády v letech 1718–1739) bylo známé pod názvem Vreozij. V roce 1818 mělo podle tehdejších dokumentů 84 domů, v roce 1822 mělo 97 domů. Podle prvního jugoslávského sčítání lidu měla obec 276 domů a 1406 obyvatel.
Obec se nachází na ložiscích hnědého uhlí, které se nedaleko od obce těží v povrchovém dolu Kolubara. Postupné rozšiřování dolu ohrožuje i samotné město, které bude muset být v budoucnosti přesunuto.
Přes Vreoci prochází Železniční trať Bělehrad–Bar a Ibarská magistrála. Západně od obce protéká řeka Kolubara.